# 龍ヶ嬢七々々の埋蔵金
『龍ヶ嬢七々々の埋蔵金』（りゅうがじょうなななのまいぞうきん、Nanana's Buried Treasure）は、鳳乃一真による日本のライトノベル作品およびそれを原作としたメディアミックス作品。ファミ通文庫（エンターブレイン→KADOKAWA）より2012年1月から2016年12月まで刊行された。第13回エンターブレインえんため大賞小説部門大賞受賞作。
ファミ通文庫の公式サイト「FB Online」では、スピンオフ作品『壱級天災の極めて不本意な名推理』（いっきゅうてんさいのきわめてふほんいなめいすいり）も連載されている。
『龍ヶ嬢七々々の埋蔵金』『壱級天災の極めて不本意な名推理』ともにイラストは赤りんごだったが、前者の第7巻制作時に体調を崩したことから降板し、第8巻以降はのんへ交代する。

## ストーリー
八真重護は、父親に勘当されて人工学園島《七重島》を訪れた。新しい住まいとなった安アパートには、そこで10年前に殺された少女の地縛霊・龍ヶ嬢七々々が住み着いていたが、すでに1年分の家賃を支払い済みだったため、重護は仕方なく地縛霊と同棲することになる。七々々は、かつて七重島を「誰でも夢を叶えられる島」に発展させるべく天才学生集団『GREAT7』を結成し、不思議な力を持っている古代のお宝を世界各地で収集したが、何者かに殺害されたために地縛霊と化したという。その後、七重島には七々々の残した埋蔵金七々々コレクションが隠されるようになった。
重護は犯人を見つけて七々々を成仏させるべく「冒険部」に入部し、七々々コレクションを集めるが、その行く手には多くの困難が待っていた。

## 登場人物

### 主要人物
八真 重護（やま じゅうご）
声 - 小野友樹（幼少期 - 木野双葉）
本作の主人公。高校2年生。先祖代々続く家業を継ぐことを拒否した結果、父に勘当されて、学生特区『七重島』に島流しにされ、『幸せ荘』の七々々が取り憑いた部屋で暮らし始める。そして、七々々が生前に収集した特殊な力を持つ秘宝「七々々コレクション」で彼女を殺害した犯人を見つけるため、七重島第三高等部の冒険部に入部する。時折スケベな一面を見せており、その度にしっぺ返しに合っている。
七々々コレクションが特別なものであることは理解しているが、あまり強い執着心を抱いておらず、自分の目的と合致しないコレクションであると判明している場合には平気で他人に渡したり、七々々との約束を優先して手に入れるチャンスを辞退するなど、必要があるのであれば手放すことも惜しまない。
実は怪盗団《祭》の首領の息子であり、次期後継者。それ故、家業に必要な様々な知識・技術を習得している他、頭の回転が速く、対峙する相手の一手先を行く行動し、必要とあらば仲間すら出し抜くことも厭わない。特に相手の意表を突くことに長けており、相手の弱みを利用したり、ハッタリを大いに用いて予想もしない方法で攻めるなど、敵対した相手には《祭》のなかで鍛えられたスキルを活かしたダーティな手段を存分に用いて戦い、自分が最も得をするような結末を迎えるようにする。また、分析能力も高く、咲希がレプラコーンの一員となった際には僅かな手掛かりから彼女と組織と繋がりの弱さを見抜き、『ゲーム』の時の咲希の行動から、背後で彼女に指示する者の狡猾さを悟っていた。
《祭》の活動を快く思っておらず、追放されたことについても一切の未練は持ち合わせていないが、勘当された後も度々家で教えられた格言を口にしてそれに合わせて行動するなど、価値観は《祭》の影響を大きく受けており、自身もその点は自覚している。嫌っているのは《祭》の行動であり、《祭》の仲間だった者たちのことは、多少のわだかまりはあるが嫌ってはおらず、参差が《祭》に近づこうとした際には、自分では平静を装いつつも敵意をむき出しにしていた。特に構成員の雪姫とは幼いころから仲が良く、同じ七重島に来たこともあって話す機会も多い。コレクションの争奪戦で対立しないときであれば普通に接しているが、彼女の戻って欲しいという懇願には断固拒否の姿勢を保っている。また、雪姫の回想から少なくとも幼少期は《祭》の活動を肯定的に考えていたことが窺える。
『ゲーム』では様々な勢力の介入がありながらも、晴れて優勝し《七々々の剣》を獲得した。その後、《七々々の剣》の能力である「斬りつけた対象の過去を視る」能力を使い七々々の過去を視るが、結局七々々を殺害した犯人を特定することはできなかった。『ゲーム』の翌日に、プリンを買いに行った足で緋夜と遭遇し、彼との会話を経てそのまま七重島から本土に戻ってしまう。しばらくは自分の「七々々を殺害した犯人を見つける」ことが七々々のためでなく自分のためにやっていたことについて悩んでいたが、父・総護や妹・空音や結婚騒動の相手であったユリシーズの言葉、そして今生霞との邂逅から、「七々々を殺害した犯人を見つける」ことを改めて決意。七重島に帰島した。そして、事件の解明に有効な七々々コレクションを見つける為に、七々々コレクションを管理する会社《楽市楽座》を設立し、統括理事会に承認させた。最終巻で、天災と事件について話し合ったことがきっかけで事件の真相が明かされ、自由の身になった幽霊の七々々に対して、幽霊の七々々が偽物だと判っても自分にとって七々々は七々々だと伝える。そして、今生霞と再会した後、統括理事会の会議場で幽霊の七々々に「七々々が好きだ」と公開告白した。
コレクションは、敵味方問わず周囲の人間の目を欺きながら《ユーグトスの隻眼》を入手している。他にもいくつかコレクションを入手する機会はあったが、いずれも天災などの親しい女性に渡している。また『ゲーム』の優勝商品である《七々々の剣》を所有しているが、本来《七々々の剣》は鞘とセットで一つの七々々コレクションであり、参差によって鞘を騙し取られたため、本来使える七つの能力の内、三つを失っている。
本書は主に彼の一人称で進行するが、劇中で度々ブラフやひっかけを用いるため、読者たちにとっては信頼できない語り手に相当する。
龍ヶ嬢 七々々（りゅうがじょう ななな）
声 - 田辺留依
本作のヒロインの一人。重護が引っ越してきた安アパート『幸せ荘』202号室の地縛霊。享年18。誕生日：7月7日。
七重島を「誰でも夢を叶えられる島」に発展させる中心となった天才学生集団『GREAT7』のかつての中心人物。島の建設が資金面で実現が不可能とされた際に、世界中を飛び回り、各地の秘宝を根こそぎ手に入れて、それらを元に島の設立を実現させるが、10年前に龍の痣を持つ何者かに殺害され、霊となって留まり続けている。精神年齢は殺害された当時と変わらず、明るく好奇心旺盛だが、根は寂しがり屋。地縛霊であるため部屋から出られないが、物には触れ、食物も食べられる。特にオンラインゲームとプリンが大好き。入手した秘宝や魔獣に正式名称とは別の名前を付けているが、周囲からはネーミングセンスを酷評されている。
コレクションを収集する学生たちには中立の立場を取っており、「コレクションの現物を見せれば必ず鑑定する」「現物がその場に無いコレクションについては黙秘する」など、独自のルールを自分に定めている。そのため、実質全てのコレクションの詳細について知っているが、親しい人間であっても完全に協力するとは限らない。
地縛霊であるため部屋から出られないとされていたが、7巻で参差のゲームへの干渉を見かねてネガカナと契約し、他者に憑依する形で部屋から出ることに成功する。そして、それまで「部屋の外に出ることができない」という常識を覆し、関係者に衝撃を与えた。
実は幽霊の龍ヶ嬢七々々は、9年前に《真実》遺跡の最深部でネガカナから事件の真相を聞いた真幌肆季が、ネガカナに願って生み出された龍ヶ嬢七々々の人格と記憶と天運を持った精巧な偽物だということが最終巻で判明した上に、人間の龍ヶ嬢七々々が《遺跡》を含む七重島の学生たちにチャンスを与えたいという願いをネガカナに叶えてもらう為に、自分の天運を代償としてネガカナに支払う為に自室で自分の体に刃を突き立てて死亡したという真実も明かされた。
全ての真実が明かされる最中に、真幌肆季の契約違反によってネガカナに存在を消されそうになるが、事前に神獣の友人ケテケテを通して揚羽から借り受けてきた《ハンプティ・ダンプティ》でネガカナとの関係性を握り潰したことで難を逃れ、同時に自由の身となった事で涙ながらに202号室を後にした。そして、自分が龍ヶ嬢七々々の偽物であることに落ち込むが、数時間後には立ち直り、それまで出来なかった《遺跡》探検を行って、様々な七々々コレクションを入手する。そして、吉野咲希を通してネガカナと接触し、今後自分に干渉しないという条件を取り付けた後で、自分の存在があと二、三ヶ月しか維持できないことを聞きだした。
そして、人間の龍ヶ嬢七々々がやり残したことをやり終えるために、統轄理事会の会議場でGREAT7に向かって「この七重島を統べるただ一人の王様を決めよう」という提案を持ちかけ、GREAT7のわだかまりを解いた直後に会議場に現れた重護に好きだと告白され驚愕・狼狽し、赤面しながら逃げるようにその場を後にした。
壱級 天災（いっきゅう てんさい）
声 - 阿澄佳奈
「名探偵」を自称する人物で、推理力は高いが、説明が下手で何を言っているのか分からないことが多い。また、普段の不遜な言動がそれに拍車をかけており、重護から「性格破綻であり社会不適合者の素質満点」と言われている。重護が《祭》の関係者であることを見抜いた後、彼をライバルと認定している。やたら重護に悪役らしい行動を求めるため、彼からは鬱陶しがられているが、有事であれば互いに協力し合う。以前は島で最も格式が高い第一高等部に通っており、現在とは違う性格だった模様。
『ゲーム』では持ち前の頭脳でサードステージまで進むが、重護との勝負で敗退したため、サードステージで脱落した。その後、重護の目的を知った一鶴春秋により、七々々殺害事件の犯人の特定を任されている。
実は一鶴春秋の養子である4人の「アナザーチルドレン」の一人であり、GENERATION6の一ツ橋優也は義兄である。成り行きで七々々コレクション《魔除けのお守り》を入手している。
10巻の終盤で、一鶴春秋に喧嘩を売った重護と、春秋の代理として「どちらが先に龍ヶ嬢七々々殺人事件を解決するか」という勝負をすることになる。そして、最終巻の中盤で重護と事件について話し合ったことがきっかけで、真幌肆季が事件の真相を知っていることをつきとめて、統轄理事会の会議場で重護と共に暴露した。その後、《真実》遺跡の最深部でネガカナに質問という形で全ての謎を明らかにした。そして、春秋に事の顛末を報告した後、長年望んでいた「大切な人に名探偵として認められたい」という願いを叶えることが出来た。しかし、その後でダルクがメイド服だけ残して目の前で消えたのを目撃した事で、星埜ダルクがどういう存在であったかに気付いた。
スピンオフ『壱級天災の極めて不本意な名推理』では主人公を務める。「イゾルデの封印書」に触れたことでバアルとの推理勝負をすることになるが、架空世界のなかで事件を解決する形式であり、推理を誰にも知られることがないため本人は快く思っていない。『惨劇の未来』の内部ではナイスバディな大人の姿（本人曰く来年の自分）になる。
星埜 ダルク（ほしの ダルク）
声 - 花澤香菜
本作のヒロインの一人。天災の付き人。可憐な少女のような見た目と格好をしているが性別は男。天災と共に幸せ荘203号室に住んでいる。趣味は服作りで、料理も得意。他のメンバーと比較してコレクションの収集に貢献できる能力は無いが、その女性的な外見を活かして、周りのメンバーから男性の篭絡や潜入などに半ば本人の意思を無視して利用されている。
その正体は、七々々コレクションの一つである《魔法のランプ》に宿る魔人である魔人アルドラ。呼び出した召喚者の願いを叶える役割を与えられているが、おとぎ話と違って魔法を使うことはできず、ただ召喚者を手助けするだけの存在である。また、容姿はアルドラ自身の特徴を残しつつも召喚者が安心するイメージの姿となる。
かつて、天災が第一高等部に通っていた頃に解き明かした《移動型遺跡》の中に入っていた《魔法のランプ》に触ったことで呼び出されるが、すぐにランプに興味を亡くした天災が放り捨てた事で自分がランプから出現したことに気付かれず、更に全裸で天災と出くわしたことで変質者と勘違いされ、紆余曲折を経て天災のメイドとして仕えることになったという経緯である。そして、最終巻の終盤で自分を呼び出した時に天災が抱いていた願いが叶ったことで契約が完了し、天災に別れを告げてメイド服だけを残して《魔法のランプ》に戻った。しかし、すぐに華蝶揚羽によって呼び出され、容姿も背が高く目つきが鋭い姿になっている。そして、揚羽から妹の雛子の世話を命じられ、名前も以前の星埜ダルクの名を与えられ、揚羽を新たな主人として仕えることになった。最終巻のエピローグでは、雛子やカルマと共に幽霊の七々々に付き従う形で統轄理事会の会議場に現れた。
スピンオフ『壱級天災の極めて不本意な名推理』でも主要キャラクターとして登場している。『惨劇の未来』の内部では性別が女に変化する。

### 冒険部関係者
唯我 一心（ゆいが いっしん）
声 - 興津和幸
冒険部の三代目部長を務める高校3年生。コレクションの一つである『魔法使いの杖』を求めている。知的な印象を与える外見で、人当たりが良く多くの女性にモテている。だが、「誰も自分の前に立っていない世界がほしい」と発言するなど、時々傲慢な部分を覗かせる。隙さえあれば平気で人を欺くが、大抵の場合看破されたり出し抜かれる。コレクションは「ものまね眼鏡」を所有している。
本人が述べている通り特別な才能があるわけではなく、初代冒険部の時代には冒険部に所属していることで満足してしまっていた。このため、一心だけにしかできないことがないという一心の存在意義に関わる問題を霞に指摘されている。後に緋夜のやり方に反発しつつも制止はできず、想い人であった不破衣都奈を事故から救うこともできず、自分の無力さを思い知らされることになった。
咲希がレプラコーンの一員であることを見抜いて矛盾点を突き、重傷を負うのと引き換えに優勝者がレアなコレクションを入手できるレプラコーン主催の《ゲーム》を開催させるきっかけを作る。だが、それによって咲希はレプラコーンの契約に基づくペナルティを負い行方をくらまさざるを得なくなったため、咲希と鉄之進から恨みを買う。《ゲーム》の終盤で、「M」が所持していた全ての七々々コレクションが記された赤い手帳を入手し他の挑戦者たちの優位にたつ。
七々々コレクションが学生達だけの秘密ではなく大人たちにとっくに見抜かれた上で容認されていると理解した後は、いずれ到来するであろう七々々コレクションの高騰や接収に備えて密かに行動を開始していた。第七高等部コミュニティ主導による学生間での協力体制構築も意図的に阻害、自分が流れをつかんでいると確信していたが、重護が楽市楽座設立により学生が七々々コレクションを大人達に認めさせるという前人未到の偉業を成し遂げたことに衝撃を受けてしまう。尊敬すべき相手として追いつき乗り越えたいと感じていた重護や天災が自分よりも遥か遠くを見据えて行動していたことを理解し、器の違いを見せつけられてしまった。
重護達による改革が進む中、途方もないプレッシャーから精神的に限界に達してしまい、次第に自滅も覚悟な行動をとりはじめ楽市楽座による改革の成功を妨害することで主導権を握るという発想にたどり着いてしまう。赤い手帳を使ってレプラコーンの女性を通してネガカナを脅迫するという暴挙に出るが、この脅迫行為が龍ヶ嬢七々々の定めた《ルール》の禁止コードに抵触したことがネガカナの逆鱗に触れ意識操作されてしまう。これによりネガカナの木偶人形となってしまった。
意識を操作された後はネガカナの言われるままに《遺跡》挑戦に再度失敗した《挑戦者》の七々々コレクションを回収する日々を送っている。本人もネガカナに意識操作されたことに気づかず行動しており、自分こそが七重島の中心に立っていると（勘違いして）満足している。最後まで不破衣都奈の正体や戦場緋夜の優しさに気付かず物語から去った。
茨 夕（いばら ゆう）
声 - 鈴木絵理
冒険部の副部長で、高校3年生。性格は荒っぽく暴力的。一心に心底惚れており、彼とそれ以外の人物への態度には非常に差がある。
徒然 影虎（つれづれ かげとら）
声 - 早志勇紀
冒険部部員の高校3年生、忍の一族でもある。寡黙でストイックな外見だが中身は思春期真っ盛り状態であり、色気のある女性を見つけては脳内で真剣に妄想を繰り広げている。重護とは先輩後輩の関係に加え喧嘩友達であるが、女性関係で節操のない一心の行動に対しては重護と強固な友情関係を築いている。
七々々が里から持ち去った『双天万華の秘伝書』を取り戻すことを目的にしているが、『双天万華の秘伝書』を悪用している現在の長老に対しては嫌悪感を抱いているため、あくまで里からの命令に形式的に従っているにすぎない。任務を達成すれば里へ帰還しなければならないため、大聖の手元にあると分かった後も形式的な返還交渉で体裁を整えた後、大聖に大切に使ってくれるよう託している
病気などで余命わずかとなった愛する人々を救うため『双天万華の秘伝書』という手段にたどり着いた祖先達に対しては素直に尊敬しており、同じように病気に苦しみ『双天万華の秘伝書』で鬼女となった母のことも大切に感じている。大聖の返還交渉においては久々に再会した母と親子の会話を楽しむことができた。
今生 霞（こんじょう かすみ）
声 - 川澄綾子
冒険部の創設者かつ初代部長。重護の住んでいる部屋を借りていたことがある人物の1人。夢は絵本作家。かつてレプラコーン主催の《ゲーム》に勝利したことがあり、挑戦者の間では有名だった。七々々を殺した犯人を捜していたが、入手した《人生先読みの鏡》で事件の真相を知る。しかし、事件の真相を幽霊の七々々に伝えようとすると全てを仕組んだ真幌肆季によって自分の命が失われる未来が見えたために断念し、高校卒業と共に断腸の思いで部屋を去った。その後、重護の父に七々々コレクションの存在を伝え彼が七重島に行くきっかけを作り、部屋に残したメッセージで重護に冒険部や七々々の情報を与えるなど、間接的ながら重護の後の行動の原因となった。
本土に戻ってからは《祭》のサポートをする《粋》な人として、絵本作家を目指しながら活動している。本土に戻ってきた重護に《人生先読みの鏡》で視たことと、自分の思いを打ち明け、重護に七々々のことを託した。最終巻の後半で、真幌肆季が拘束されたことを文香から知らされ、終盤で七重島へ戻り、冤罪で逮捕された重護の前に文香と共に現れて、重護と共に統轄理事会の会議場で幽霊の七々々と再会するが、重護が七々々に愛の告白をしたことで感動の再会シーンが台無しになって激怒し、重護や一鶴春秋と口喧嘩した。
《人生先読みの鏡》は七重島に置いてきたため今は所有していないが、いくつかの七々々コレクションを所有しており、重護の推測ではとんでもなくえげつないものらしい。
戦場 緋夜（いくさば ひいよ）
声 - 杉田智和
初代冒険部の副部長、二代目部長。重護の住んでいる部屋を借りていたことがある人物の1人で合気道系の古武術の使い手。コレクションは主に「影かき」と「死神の囁き」を愛用している。
一心からは目的のためならあらゆる非情な行為も惜しまないリアリストと軽蔑されており、かつて部員をコレクションを手に入れるために捨て駒にし冒険部を一度潰した存在として紹介されている。実際には他人の好悪や物事への関心の有無がはっきりしているだけで悪人ではなく、多少ひねくれてはいても自分から暴力は振るわず約束はきちんと守るなど、多少偽悪者ぶっていることを除けば善人の部類にはいる。かつて不破衣都奈を捨て駒にしたのは彼女がアルパメント・コーポレーションの息のかかったスパイであり、緋夜が看過できないほどの行為をしたためというのが真実であった。（大怪我による七重島退去という扱いも実は正体を公表せず七重島追放処分という彼なりの温情措置であったが、衣都奈が一心の想い人であったことから真実を知らない一心の恨みを買ってしまい冒険部崩壊の契機となった。）
地縛霊となった七々々に対しては嫌悪感を隠さないが、実際には幸せ荘そのものに存在する得体の知れない雰囲気や真幌肆季が仕組んだ一連の経緯に何かしら感づいていたらしく幸せ荘を避けていたという方が大きかった模様。こういった誤解を招く行動もあり、重護と出逢った当初から印象は最悪であり、現冒険部と対立することになった。現冒険部部員と秘宝争奪戦ではほぼ完封勝利で行い追い詰めるも、「影かき」の特性を看破され追い詰められた挙句、天災の交渉術により状況不利とみて逃走したところを《祭》に捕えられ、彼らの監視下に置かれる。
「M」によるレプラコーン主催のゲームでは同世代の参加者たちを圧倒、自分に有利なルールを駆使する「M」の行動すら看破し「M」でさえも苦戦させる。天災と組んだことで優勢に進んでいくが鉄に代わって登場した参差にはさすがに敵わず手玉に取られてしまう。緋夜らしい思考ができなくなったため一旦寝ることで普段の緋夜らしい思考を取り戻す。その後のサードステージにて隠し持っていた七々々コレクション《光の弓》を使い重護を追い詰めるが、最終的に敗れる。
9巻では天災の義理の姉である一条彼方と何か企んでいるようで、度々彼方のいる牢屋に会いに来ている。11巻の終盤で、高難度《遺跡》を最終的にクリアし、幻獣系七々々コレクションである《クロノス》を入手するが、その後で牢屋に訪問し彼方が神獣を取り込み神になるという実験に失敗、彼方の肉体がカルマに乗っ取られたことに気づいた。その後、事前の彼方との取り決めでカルマを監視していたが、最終巻の終盤で幽霊の七々々にぶん殴られて気絶しカルマを逃がしてしまった。そのまま物語は完結する。
真田 文香
初代冒険部の部員。今生霞の友人。七重島のありとあらゆる情報を持っていると豪語する情報屋。《人生先読みの鏡》を霞から譲り受けたことで、霞と同じく事件の真相を知っていたが、そのことで真幌肆季にマークされたことで、地下に潜った。
9巻にて、重護とイシュバルの妹である空音とユリシーズを、自分が入居していた幸せ荘201号室に入居させる便宜を図った。なお、201号室に残されたパソコンは重護たちによって《楽市楽座》の管理データが入力され活用されていたが、そのことで入力データが自動的に文香の元へダウンロードされるようになっていたために、文香の情報収集の助けとなった。最終巻の終盤で、霞と共に重護の前に現れて、重護に協力を要請した。
不破衣都奈
声 - 諏訪彩花
初代冒険部の部員。かつて戦場緋夜の指揮の下で《遺跡》挑戦に失敗し瀕死の重傷を負って、半身不随になったことで七重島から出て行った。彼女が追放される際に述べた冒険部入部への後悔の言葉は、一心に多大な影響を与えている。
9巻の終盤で、破綻寸前であったコルナール家に仕事を持ってきたクライアントの名がアルパメント・コーポレーションで、その時に電話に出たジュラスの口から「ミス不破」として再登場。その正体はアルパメント・コーポレーションの息のかかったスパイであり、七重島の王者である一鶴春秋の弱みを見つけるべく送り込まれ冒険部を利用していた悪女であった。学生時代の時点で霞と緋夜には正体を看破され故意に泳がすことで見逃されていたが、霞が卒業した後に緋夜の逆鱗に触れるほどの行為に及んだらしく事故を装った最後通告で七重島から追放されたというのが真実であった。
七重島追放後も車椅子生活となっているが、当時のアルパメント・コーポレーション主導者達が春秋達に再起不能なまでに壊滅させられた後も七重島へ逆恨みを抱いており、現在でもアルパメント・コーポレーションのスタッフと共に報復の機会を狙っている。霞にはもはや正体が看破されたことを理解したうえで接しており、厄介で面倒な後輩として苦笑されている。実は七重島を一致団結するための外敵としての役割を七々々から期待されていたことには最後まで自覚することがなく物語から去った。

### 七重島第三高等部関係者
夢路 百合香（ゆめじ ゆりか）
声 - 伊藤かな恵
重護のクラスの学級委員長をしているメガネの少女。
真田 弾（さなだ はじき）
声 - 小林裕介
真田文香の弟で、七重島第三高等部2年の学生。いわゆる「内緒のバイト」を斡旋する『ギルド』第三高等部支部の仲介屋兼情報屋。
駿河 綾（するが あや）
声 - 加隈亜衣
吉野咲希のルームメイト。

### 怪盗団《祭》関係者
八真 総護（やま そうご）
声 - 小山力也
怪盗団《祭》の13代目頭目にして重護と空音の父親。重護を後継者としての更生と七々々コレクションの収集の目的のために七重島に島流しにした張本人。今生霞から情報を得て七々々コレクションの存在を知り、人が可能性を無くすことが無い世界を作るために「世界征服」を目的としてコレクションを収集させている。重護の用意したコレクションの偽物を一目で見破るなど、確かな眼力の持ち主。自分の行動に絶対的な自信を持つ豪快な人物だが、重護に浮気の濡れ衣を妻に伝えられそうになった途端焦りながら必死で制止するなど、息子同様情けない一面がある。「男は一度口にした約束は絶対に守るもの」という揺るぎない信念を持つが、娘のカッコいい姿を見てどうでもいいというなど、親バカな一面もある。
不義 雪姫（ふぎ ゆきひめ）
声 - 能登麻美子
怪盗団《祭》メンバーの女性、大学2年生。学生として七重島に潜入して活動している。仕事の際には、主に周りの注意を引く役割を担う。《祭》のなかでも重護とは特に親しい関係にあり、重護が《祭》と決別してなお彼が後を継ぐことを望んでいる。重護の「初恋の人」らしく、彼女も彼を異性として見ている描写が見られる。本人は否定しているものの、重護が女と仲良くしているところを見て不機嫌になるなど、彼の言動で精神が大きく左右される。そのため、島の外にいる仲間達からSNSを通して重護とのやり取りを好奇の目で見られている。重護から「どんな奴でも逃がさない鎖が飛び出す大きな釘」を貰い、所持している。
椴松 鷲（とどまつ しゅう）
声 - 鳥海浩輔
怪盗団《祭》メンバーの青年。変装を特技としており、性別・年齢問わず様々な人間に成り済ますことができる。そのため、仕事では主に雪姫を囮としながら、彼が盗みを実行する。普段は飄々としているが、重護のことは嫌っていないと言いつつ、根本的に考え方の異なる彼が《祭》に不必要と考えるなどドライな一面もある。なぜか雪姫からは正しく名前を呼んでもらえないことが多い。
八真 空音（やま くのん）
怪盗団《祭》メンバーであり、重護の実妹。重護同様目つきが悪く、そこを突かれた時の反応も重護と同様である。《銀色の弾丸》の異名を持ち、圧倒的な瞬発力による超短期決戦型だが、それと同時に圧倒的な体力のなさが欠点である。
重護との兄妹仲は良好であり、雪姫にも懐いている。また、盗賊貴族のコルナール家の娘、ユリシーズとはお互い本音を言い合える親友の間柄である。
重護のユリシーズとの結婚騒動ではユリシーズの本当の気持ちに気づき、式の途中で乱入しユリシーズを攫う。その後、逃がしてくれた重護に感謝しながら二人で逃亡した。その後、七重島に二人でやってきて幸せ荘201号室に入居し、重護が設立した《楽市楽座》にも二人で参加した。

### GREAT7関係者
一鶴 春秋（いっかく しゅんじゅう）
現在の七重島のトップ。GREAT7の1人であり、彼らの実質まとめ役を務める。性格は真面目で融通が利かない。学生時代は仲間から「ハルアキ」と呼ばれていた。
重護のことは、彼が七々々の死について調べていることを知ったことに加え、仮にもGREAT7の1人である参差を論破した実績から、密かに興味を抱いている。
4人の養子である「アナザーチルドレン」を有しており、4人の名前に「いち」の意味を持つ漢字が含まれている。
双葉 才兎（ふたば さいと）
GREAT7の1人であり、七重島開発研究所長。島で扱われているテクノロジーの8割以上が彼が関与したと言われている天才発明家。過激な発言と非人道的な行動から、周囲からはマッドサイエンティストと認識されている。その一方で、七々々の誕生日にはしっかりプレゼントを用意するなどの一面もある。最終巻でレプラコーンの協力者であることが判明し、幸せ荘に立て籠もった肆季を無力化する為に自分が作った超強力な毒を、事前に自身が中和剤を服用した上で自分と一緒に肆季に飲むように誘導し、肆季の拘束に貢献した。
黒須 参差（くろす さんさ）
詳細は黒須 参差の項を参照。
真幌 肆季（まぽろ しき）
声 - 内山夕実
『幸せ荘』の大家さん。酒が大好物で四六時中飲んでいる。GREAT7の1人であり、七重島総合警備保障・名誉顧問の肩書を持つ。反抗する相手には平然と職権乱用を厭わない。通常の人間を遥かに超える肉体強度、運動神経、反射速度を持ち、人類の変異体とされている。人体の構造に詳しく、若いころから格闘技や重火器の扱いをマスターし、個人の戦闘力はGREAT7最強と言われている。不摂生な生活のため、実力は全盛期より遥かに劣っているが、それでも幻獣を素手で倒すほどの実力を持つ。
実は龍ヶ嬢七々々殺人事件の真相を知っており、事件の半年後に《真実》遺跡の最深部に辿り着き、ネガカナから事件の真相を聞いたことで、今後一生《真実》遺跡の入口である幸せ荘102号室を守るという契約と引き換えに、龍ヶ嬢七々々の精巧な偽物をネガカナに作らせた。同時に、いつの日か全ての真相が明かされることも望んでおり、幽霊の七々々が現れた日から一転して鍛錬を止めて酒浸りの日々を送り、全ての真実が明かされる時に自分が敗北できるように、自分を弱体化し続けた。
最終巻の中盤で、GREAT7の会議の終盤で自分が事件の真相を知っていることを重護と天災によって暴露され、幸せ荘へと逃亡し《真実》遺跡の入り口を守る為に参差たちと交戦し圧倒するが、双葉と参差の策略によって超強力な毒を飲まされて動きが鈍ったところで野々宮姫子によって気絶させられ拘束された。その後、《真実》遺跡の最深部で謎が全て解明された際には、参差の本音の独白を聞いて涙を流した。
華鏡 伍月（かきょう うづき）
GREAT7の1人。大昔から続く巫女の血筋にあり、他人に見えないものが見えていたらしい。参差曰く「人を見透かしたようなイケ好かない女」。かつての同志である七々々を「害虫」と呼ぶなど、彼女については思うところがある模様。真幌肆季が幽霊の七々々を発見した後、一度だけ幸せ荘202号室へやって来て七々々を罵った後で、能力によって何かに気づき一転して高笑いをし、嘲笑を浮かべながら202号室を後にした。
睦巳 狛（むつみ こま）
GREAT7の一人。10代の頃から活躍していた天才建築家。外見は10代の頃から全く変わっていない。作品のテーマは一貫して「調和」。一つの仕事で一度に200近い建物を設計した逸話を持つ。その手腕は作中で「家を建築するのではなく景色を創造する」とも称されており、設計された建築物は劇中の登場人物達から「生きている」、「魂がある」と称されている。最終巻でレプラコーンの協力者であることが判明する。
神流 瑠璃（かんな るり）
GENERATION6の1人で、参差の後継者。現在は表向き行方不明とされている彼女の代役を務めている。物語開始以前の最後に起きたレプラコーン主催の『ゲーム』開始の発端となったらしい。
一ツ橋 悠也（ひとつばし ゆうや）
若くして一鶴の片腕として働いている男性。七重島統括理事会での一鶴以外のGREAT7のやる気のない態度に憤りを感じている。『壱級天災の極めて不本意な名推理』にも登場しており、劇中の会話から天災とは兄妹の関係にあることが示唆されている。
9巻にて春秋の養子である「アナザーチルドレン」の一人であり、天災の義兄であることが明らかになった。
一条 彼方（いちじょう かなた）
春秋の養子である「アナザーチルドレン」の一人であり、天災の義姉。姉妹仲はとても良好であり、悠也ともそれなりに良好である。大学のカリキュラムで長期留学をしているはずだったが、実は一鶴春秋の邸宅の地下にあるVIP用の牢獄で生活してた。体内に神獣を飼っているらしく、それを使い「神」になるために牢獄に閉じこもっていた。
独呂 弥七 （どくろ やひち）
春秋の養子である「アナザーチルドレン」の一人であり、天災の義兄。天災のことを「欠陥品」と侮蔑しており、そのことから悠也と彼方からは嫌悪されている。かつて第五高等部の生徒会長選挙で、卑劣な手段で仁志亜澄を罠にかけて落選させたことで生徒会長に当選し、後に事の真相を知った鉄之進の刀で斬りつけられて頬に傷を負った。
去年の学園祭で華蝶揚羽に完敗したことを根に持っており、今年度の学園祭で優勝した上で揚羽に屈辱を与えようと部下に雛子を誘拐させるなどの様々な手段を弄するが、七々々コレクションの存在を知らなかったことで敗北した上に、亜澄の七々々コレクションによって重傷を負った。そして、学園祭後に雛子の一件で華の四家から弥七の身柄引き渡しの要請があったことを悠也から聞かされると、春秋を脅迫して保身を図ろうとしたが逆に春秋たちに見限られて、養子縁組を解消された上に外国の全寮制の大学に強制的に留学させられるという事実上の国外追放となった。
野々宮 姫子（ののみや ひめこ）
七重島総合警備保障・名誉顧問管理担当者。22歳。入社してすぐになぜか異例の抜擢を受けて肆季の世話役であるこの地位に就き、肆季の命令で幸せ荘の101号室に住むことを強要されてしまい、彼女に大家と上司の権力を大いに乱用されて困らされている。瀬戸という彼氏がいる。
穂波 清海（ほなみ きよみ）
七重島総合警備保障・第肆特殊部隊隊長。28歳。肆季のマイペースさにも動じない人物。
実はスリー・スカル側と通じており、『ゲーム』の開始によって起きた七重島総合警備保障とスリー・スカルの衝突の際にあえてスリー・スカル側に攫われる誘拐劇を起こすことで、上司である肆季の行動を制限した。
大間 大工郎（おおま だいくろう）
七重島中建築関連だけでなく、七重島の增島計画も担っている統括理事会の重要部署である《狛屋》の事実上仕切る人物。狛の副官。睦巳狛が描いた設計図から狛の意図を忠実に汲みとり、《狛屋》中に的確な指示を出してゆく。睦巳狛の右腕と呼ばれる男。

### スリー・スカル関係者
黒須 参差（くろす さんさ）
声 - 櫻井浩美
ツクヨミ街の頭領。重護からは最初に使った「ばた子」という仮名で呼ばれていたが、7巻において正体を明かした。GREAT7の一角だが、劇中より5年前に島を乗っ取ろうとしたところを一鶴に感づかれ、中立であった狛以外のGREAT7に袋叩きにされた挙句、ツクヨミ街に拘束される。その際街から出ることを禁じられるが、本人は気にすることなく、よく街を抜け出しては狛の家に押しかけている。時折ふざけた言動を取るが、裏の業界のトップに相応しい戦略眼の持ち主。極めて洞察力が高く、その人心把握能力は七々々をして「本人以上にその人間について見抜く」と言わしめている。また、コレクション「クローツの魔眼」を、半径500メートル以内の人間の複数の視界を盗めるほどに使いこなし、さらに読唇術によって盗んだ視界から見た言動を把握することで、高い情報収集能力を持つ。だが、その代償に左目は隻眼となり、クローツの魔眼無しではほとんど見ることができない。
『ゲーム』2回戦の際にコレクションを使用した鉄之進の手引きで乱入して彼に入れ替わり参戦する。他の参加者に格の差を見せつけて圧倒し続けるが、彼女を止めるべく咲希に憑依して参戦した七々々の妨害でペースが崩れ、さらにチームメイトの重護から「七々々は参差が撤退するまで帰らない」ことと「七々々と参差の存在が自分の計画に邪魔」と主張されたことで、その場を撤退した。
辻深 鉄之進（つじみ てつのしん）
声 - 細谷佳正
通称「鉄」。武器は刀。スリー・スカルの一員であり、参差への忠誠心は高い。
かつては第五高等部に所属する学生で、「正義のために、正しいことを成すために」という理想を持ち、阿澄達と親しい関係だったが、生徒会長戦で彼女にかけられた事実無根の罪を信じて彼女から離れた。後に事実を知り、彼女を陥れて生徒会長になった人物に暴力事件を起こして退学した。以降は「正しさという肩書は無意味であり、正義など存在しない」という考えを持つようになった。本人は高校に戻るつもりは無かったが、3巻で参差の命令を受けて咲希の護衛のために七重島第三高等部に復学し、重護と同じクラスになる。咲希と会い、面倒を見るうちに彼女に惹かれ始めていた。咲希が行方不明になった際には彼女を探すために奔走し、彼女を取り戻すためにレプラコーン主催の『ゲーム』に参加する。
基本的に参差やスリー・スカルの方針を優先するスタンスをとっており、それ以外の人間には必要がない限り無愛想に接する。ただし、重護とは度々接する機会を持っていたため、多少は気を許せる関係を築いている。『ゲーム』では、重護の家柄について聞いたうえで、咲希を連れ戻すために限定的ながら協力関係を結んだ。
吉野 咲希（よしの さき）
声 - 久野美咲
通称「ゆん」（見た目だけで参差が命名）。駿河へのプレゼントを買う資金を得るために、戦場の依頼を受け《遺跡》の調査をするが、途中でトラップよって致命傷を負う。しかし、謎の存在ネガカナと契約しレプラコーンの一員となったことで一命を取り留め、それらに関わる記憶を無くしていた所をスリー・スカルに拾われる。当初は状況を理解できず錯乱していたが、スリー・スカルの面々と接して落ち着きを取り戻して復学する。以降は参差の言動に大分感化されつつも、普通に学生生活を送っていた。だが、一心にレプラコーンの一員であることを見抜かれて一連の記憶を取り戻し、彼を刺して行方をくらました。この出来事が契約違反とみなされ、契約で与えた恩恵を取りあげられないための最後の救済措置として、レプラコーンの『ゲーム』の主催者【M】を名乗ってゲームを仕切りながら自身も参加者として参戦し、優勝することを課せられ、役割を果たすために行動していた。しかし、次第に自分の力量では優勝は不可能だとネガカナに判断されたことで、ネガカナに幽霊の七々々を憑依された末に、ネガカナに見限られて契約を解除されかけ、致命傷が再び開いて命の危機に陥るが、幽霊の七々々がネガカナを説得したことで契約を結び直され、そのことで咲希は一鶴春秋の《魔法使いの杖》で一命を取り留めた。その後、意識を取り戻すがレプラコーンとして活動していた間の記憶を失っていた。その後、冒険部を引退した唯我一心の跡を継いで、四代目の冒険部部長に就任した。
神流 キラ（かんな キラ）
スリー・スカル一の殺し屋。ただし、本人曰く人を殺した経験は無いらしい。「ルーシー」と名付けているエレキベースのような武器を使用する。口癖は「- っす」。一心とは以前から面識があるらしく、彼に言い寄っている。最終巻の後半で、レプラコーンになっていない《挑戦者》の一人として重護のチームに加わり、《真実》遺跡の攻略に貢献した。

### 七々々コレクションコミュニティ関係者
仁志 亜澄（にし あすみ）
第七高等部生徒会長であり、コミュニティのリーダー。背の低さがコンプレックス。いわゆるトランジスターグラマな体形なため胸が非常に大きいことを気にしており、わざと下着をきつくすることで２サイズほど胸を小さく見せていることを徒然影虎によって見抜かれた。
以前は第五高等部に所属していたが、生徒会長戦で対立候補に濡れ衣を着せられ敗北した揚句学校を追われ、大聖、操、雅彰とともに第七高等部に行きついたという過去を持つ。鉄之進とはその頃からの顔見知りであり、彼に好意を抱いていた。噂に騙され自分を疑った鉄之進の行動はやむをえないものであったと許しており、可能であれば昔の関係に戻ることを切に願っている。
天城 大聖（あまぎ たいせい）
第七高等部生徒会副長。数多くの遺跡を突破しており、関係者からは『攻略屋』の異名で知られている。
亜澄に好意を抱いており、誤解があったとはいえ以前自分達を裏切ったうえに彼女が好感を持っている鉄之進に対して複雑な感情を抱いている。
ネットでのハンドルネームは「taitan」。
忌野 操（いまわの みさお）
第七高等部生徒会メンバー。
岸谷 雅彰（きしたに まさあき）
第七高等部生徒会メンバー。格闘技の有段者。
ナイトハルト・D・ポルナレフ
仲間内でハルトと呼ばれている外国人。第七高等部の近くにある大学の二年生。
本名は「イシュバル・コルナール」で、欧州の盗賊貴族の末裔である。裏稼業の関係で八真家とは以前から接点があり、中学生の頃は、彼の家に妹と共にホームステイしていた。
現在はカタコトの日本語を話す外国人を装いながらコミュニティに協力しているが、いずれは彼らの持つコレクションを根こそぎ盗もうと画策している。
実際には皆に本心を見抜かれていたが、それを見抜いたうえで自分と対等に接してくれた亜澄達の優しさに触れ改心、その後は本心から皆に協力している。
大木 黒子（おおき くろこ）
第七高等部の二年生。操の友。気味の悪い見た目から第七高等部の貞子の異名を持つ。

### レプラコーン関係者
ネガカナ
絹のような布をかぶっている女性。願いを叶える力を持つが、その際は契約の名のもとに願いと同等の対価を要求する。現在も七々々とは何らかの契約をしているらしく、自分と契約して願いを叶えた人間に指令を与え、レプラコーンの一員として動かしている。実は、七々々コレクションの中でも最も重要な《天地陰陽の風水盤》の執行人にして番人でもある存在で、人間の龍ヶ嬢七々々の最後の願いと支払った代償によって、《遺跡》を含めた七重島の学生たちに夢を叶えるチャンスを与え続けている。当然として全ての真相が明かされることを望んでおらず、人間の龍ヶ嬢七々々から受け取った天運によって真相が十年間明かされることはなかったが、最終巻で本体である《天地陰陽の風水盤》が収められた《真実》遺跡の最深部にたどり着いた重護たちに本体を破壊されないために真相を語らざるを得ず、そのことを不思議がりながらも全ての真相を語った。そして、最終巻の終盤で自由を得た幽霊の龍ヶ嬢七々々と会話したことで、全ての真相が明かされた理由が幽霊の七々々が外に出たいという願いから連鎖して起こったことだと気づき、自分が作り出した幽霊の七々々が本物の龍ヶ嬢七々々に勝るとも劣らない存在だと実感した。
『ネガカナ』は正式な名前ではなく「願いを叶える」からという理由で七々々につけられたものだが、本人は好んでいない。
吉野 咲希（よしの さき）
詳細は吉野 咲希の項を参照。
大島 奈津（おおしま なつ）
西区にあるケーキカフェ『マルメロ』の店長。過去に事件に巻き込まれ失った指の感覚を取り戻すために契約し、レプラコーンの一員となった。『ゲーム』開始の手筈が整うまで咲希を匿うが、彼女と別れると同時にその記憶を失う。

### その他
角野 悟（かどの さとる）
幸せ荘203号室の前入居者。非合法なバイトで金を稼いでいたが、家賃滞納を申し出たため肆季にバイトのことをばらされてしまい、島から追放された。
桧野 由美
声 - 村中知
温泉旅館で仲居のアルバイトをしている大学生。
岬 かもめ
声 - 村川梨衣
由美と同じ旅館で働く新人の仲居。
如月 静香
声 - 真山りか（私立恵比寿中学）
雪姫の大学の友人。
横田 博
第四高等部の学生。
大輪田 太志（おおわだ ふとし）
身長168センチ、体重94キロの巨漢のメガネの男性。七夕祭りに伍月に「踏んでください。」と願い、テレビ中継されている上に公衆の目前という状況にもかかわらず、悔いの無い表情で彼女に踏まれ続け意識を失った。
ケテケテ
白に近い銀色の毛並をしたキツネ。実は狐の神獣で、かつては東南アジアのある島で人間の友人だった清華（チンファ）が残した財宝を守っていたが、財宝を探しに来た人間の龍ヶ嬢七々々と参差がやって来て交戦の末に敗北し、その際に自身が財宝を守ることに疲れ果てた末にわざと討たれようとしていた事を二人に見抜かれ、二人に諭されて同行することになった。なお、「ケテケテ」という名前はケテケテ歩くことから七々々が命名した。人間の七々々が死亡した後も七重島に留まり、幽霊の七々々のことをそれとなく気遣っていたが、最終巻で全ての真相が明かされるまで幽霊の七々々が精巧な偽物だとは気付かなかった。
華蝶 揚羽（かちょう あげは）
優秀な学生が集まる第一高等部三年生にして日本の経済界・政界にも影響力を持つ富豪名家である華蝶家の長女。
普段から常に自信に満ちた態度をとり、それに見合うカリスマ性や、必要とあらば手の内を晒す度胸を有しており、肩書きに違わぬ優秀さを持つ。重護のことも、彼の家が華蝶家にお世話になったという重護の発言などのヒントも踏まえつつ自分と同じ匂いを感じ、彼が特別な教育を受けていたことに勘づいていた。
先天性の身体異常を持ち、10歳までしか生きられないと言われてる5歳の妹・雛子を救うために中学生の時に島に来た。妹を道具としか見ていない父や身体異常のために汚点として嫌っている母への情は薄いが、妹には深い愛情を抱いており、体を作りかえるコレクションを探している。
レプラコーン主催の『ゲーム』に参加した際には、部下から必要なコインを徴収し、労せずして第一ステージを突破する。
第二ステージでは成り行きで重護、鉄之進とチームを組んで協力することになる。自分がリーダーをすると公言して2人を指揮するが、鉄之進と入れ替わりでチームに入った参差に終始振り回される。
乾（いぬい）・呂戸（ろと）・浜路（はまじ）
揚羽に仕える執事。『ゲーム』1回戦ではそれぞれが自分のコインの一部を揚羽に渡して先に彼女にクリアさせる。そして自分達も参戦するが、この内1名は重護に敗れ、残る2名もそれぞれ敗れたため第一ステージで敗退する。
中島 華絵（なかじま はなえ）
レプラコーン主催の『ゲーム』の参加者。鏡の七々々コレクションで自分の分身を作り、双子と偽って、重護、鉄之進を相手に2対2の思考当て対決を優位に進めるも、重護にコレクションの特性を看破された挙句、彼との交渉術の差から「1人は分身だから2対2の対決というルールに違反している」という主張に対して有効な反論ができず、ルール違反とみなされて敗退する。

### 壱級天災の極めて不本意な名推理
バアル
『イゾルデの封印書』に封印されていた上位悪魔。偶然封印書に触れた天災に「勝負」を持ちかける。衣服から髪まで赤ずくめの格好をしている。七々々の影響で現世のサブカルチャーにも詳しい。悪魔の能力で英語教師「村上バアル」として七重島第三高等部に潜り込んでいる。後に、超常現象調査部の顧問に就任する。
石神 霧夜（いしがみ きりよ）
一ツ橋 悠也の秘書兼ボディガード。8年前に事故で弟を失った経験があり、強い人間になるために七重島に来た。悠也に淡い恋心を抱いており、彼に迷惑をかけ続けてなお堂々としている天災を嫌っている。弟に雰囲気の似ているダルクには優しくしている。
不動明 葉奈（ふどうみょう はな）
七重島警察署・特別青少年犯罪二課の美人警部と称されている。天災とは顔見知りで、彼女からは「葉奈ちゃん」と呼ばれているが、本人は名前で呼ばれることを嫌がっている。
伏見 妃凜（ふしみ きりん）
七重島第三高等部の超常現象調査部、通称「伏見研」の部長。美人な上に成績優秀スポーツ万能な人物だが、性格に難がある。(盗聴で)天災の推理勝負に関する話を聞いたことをきかっけに、自身も参戦する。『惨劇の未来』の内部では幼女の姿になる。
柊 スイナ（ひいらぎ すいな）
七重島第三高等部の1年生。優秀な技術者で、自作ロボット「ゴーレム6号」を完成させている。男性恐怖症だが、ダルクにのみ懐いている。『惨劇の未来』の内部では体の8割が男に変化する。本編でも名前のみ登場している。
木戸 隆（きど たかし）
超常現象調査部の部員。『刻印の呪い』に感染したことで死の危機に晒されたが、天災が先んじて『惨劇の未来』で事件を解決したため助かる。
田辺 千里（たなべ せんり）
七重島第三高等部の英語教師。24歳。
大友 勝（おおとも まさる）
七重島第三高等部の現国教師。超常現象調査部の元顧問。多数の部活動の顧問を兼任している。

## 用語
七重島（ななえじま）
『学生特区』の別名を持ち人口の80%が学生の人工島。面積は淡路島程。学校数は中高大合わせて21。『若者がどんな夢にでも挑戦できること』を目的としてGREAT7によって始動されたプロジェクトによって建設された。多くの優秀な学徒を輩出し、彼らの研究成果の特許を優先的に取得し、その利益を使用することで規模を拡大させている。島内の学校機関からコンビニまで全て『七重島統括理事会』によって取り仕切られている。バイトの時給が高いが「学生は月に40時間以上働くことが許されない」、「手を抜くとバイト代はもらえない」など、独自の決まりがある。
「七夕祭り」
年に1度、龍ヶ嬢 七々々の誕生日である7月7日に島を上げて盛大に行われるイベント。島中から「願い事」と「叶えて欲しいGREAT7の名前」が書かれた短冊が集められ、七々々を除くGREAT7の各自がそのなかから1枚ずつ抽選で選び、可能な範囲で書かれた願いが実現するように努める。
NNE
七重島のローカルテレビ局。未成年を深夜の生放送番組に出演させるなど、規制を恐れない番組放送が売り。

七々々コレクション
七々々が世界各地で収集した特殊な力のある秘宝や精霊魔獣の総称。彼女が殺害されてからはその在処は不明だったが、その後10年間の間に島のあちこちに隠されている『遺跡』や市場で発見されるようになったため、「七々々の埋蔵金」とも呼ばれる。「七々々コレクションを揃えれば、およそ人が望むことは全て叶う」と言われているため、存在を知る島の住人達の間で日夜争奪戦が起きている。各コレクションには正式名称の他に七々々が独自につけた名前が存在する。
人生先読みの鏡/卑弥呼の鏡（ひみこのかがみ）
写した者の未来を予知できる。予知は絶対的な物ではなく、回避することも可能。
キラキラ嘘発見器 / ユーグトスの隻眼（ユーグトスのせきがん）
宝石を通して相手を覗き込むと相手の言葉の真偽が分かる。ただし、邪なことに使うと目がつぶれる。
茶葉がいらない急須 / 仙茶沸（シエンチャフェイ）
茶壷のなかにお湯を入れるだけで『仙茶』と呼ばれるお茶を作りだす。このお茶は味も美味な上に健康や美容に良い。
冒険部の所有物であり、部室から出すことは禁じられている。
魔法使いの杖 / ドボルド・ヴァン・ザムスの杖（ドボルド・ヴァン・ザムスのつえ）
所有者の願いを叶える力があるが、使用回数に制限がある。回数の回復には月光を何日間も浴びせ続ける必要がある。
どんな奴でも逃がさない鎖が飛び出す大きな釘／太陽神の楔（たいようしんのくさび）
眩い光を放つ鎖を無数に出し、対象を絶対に拘束する
天命の矢（てんめいのや）
使用者が望むものに繋がる手掛かりへの道を指し示す。望みであれば大きなことでも些細なことでも関係なく反応する。
白帝（はくてい）
人語を話す大虎。体長は3メートルを超えている。
ザ・ハーレム / 双天万華の秘伝書、双天万華の封門（そうてんまんげのひでんしょ、そうてんまんげのふうもん）
封門から鬼を呼び出し、使役できる。呼び出す鬼は全員女性型。1匹1匹の鬼が使用できる能力は1点のみ。秘伝書にどのような印を結べば何の鬼が出てくるかの説明が書かれているが、なぜか鬼の絵は全てセクシーポーズで描かれている。鬼の言葉は封門の持ち主にしか理解できない。一度に呼び出せる鬼の数は3匹が限界で、それ以上呼び出すと使用者に激しい負担がかかる。
影虎の里から七々々が持ち去った物。
隠匿
黒い布を纏った鬼。自分や他の鬼の姿を見えなくする力を持つ。人見知りが激しい。
怒鬼（どき）
赤い髪にボロボロの鎧を纏いった手のひらサイズの鬼。武器は金棒。持ち主の怒りに反応する。性格はワガママで好き勝手動きたがる。
塞翁（かんう）
桃色の着物と袴姿の女の子の鬼。頭がいいが、他に特技はない。

影かき / 影泳ぎの濡れ長靴（かげおよぎのぬれながぐつ）
影のなかを水中のように移動できる。影の中では息ができないため、潜れる時間には限界がある。
ものまね眼鏡 / ギルバート・バラムの複写魔眼鏡（ギルバード・バラムのふくしゃまがんきょう）
眼鏡のレンズを通して見た相手の体得している技術・知識を眼鏡越しに見ていた時間だけ自分にコピーできる。相手の思考も読めるが、その場合、使用者に激しい負担がかかる。
死神の囁き（しにがみのささやき）
対象に強力な暗示をかける。
雨降りベル / 天雨の鈴（てんうのれい）
祈りをこめて振ると雨雲を引きよせる。
魔除けのお守り / 聖槍の欠片（せいそうのかけら）
神話に語り継がれる槍の破片が内部にあり、持っているだけで魔を祓うらしい。
お話トリップ / ドミニオンの号令（ドミニオンのごうれい）
偽神具に分類されるチョーカー。身に着けた人物が語る物語を聞いた者は、その物語の世界に引き込まれて催眠状態に陥る。「生声が届く範囲であれば敵味方関係なく効果が発揮される」、「簡単なショックで催眠は解除される」、「一度効果が解かれると同じ物語での催眠効果が薄い」という欠点がある。
今はなき協会派閥の一つが異端の魔女と共同で作ったとされている。
今日から君もバーサーカー / ヘカトンケイルの鉄枷（ヘカトンケイルのてつかせ）
狂暴化した怪物を拘束していた鉄枷で、繋がれて朽ちた怪物の怨念が乗り移っているといわれている代物。
鉄枷を装着した者が解放を望むことで姿を現し、使用者に怪物の力を与える。力を求めれば求めるほど枷は増え、その分使用者の身体能力は上がるが、その分使用者の理性は薄まる。
如意棒（にょいぼう）
使用者の意志に応じて長さを変化させる棒。
式神（しきがみ）
使用者が想像した姿に変化する紙。
一人会議 / 賢王の法冠（けんおうのほうかん）
意識を多重化させ、自分と同じ自我を持つ意識を深層心理に生み出し、話し合うことができる。
大昔、とある王国を統治していた賢王が、己と対峙し、自らの求める答えを見つけるために作らせた。
今日からオイラは千人隊長、へいへいへい / 星屑軍の指揮外套（スターダスト・ジェネラル）
マントの形をしたコレクション。魔女たちによって千の魔術が施されており、着ている者に絶対服従の屈強な兵士を最大で千体生み出し、自在に使役できる。兵士達は知性に乏しく、使用者の単純な命令しか遂行できないため、分散して行動するような緻密な作業には不向き。
中世暗黒期にとある猛将が纏っていたマント。
クマ吾郎（クマごろう）
咲希によって生み出された兵士。咲希が想像したクマのイメージから作られた兵士だが、彼女の芸術センスのせいで見た目は手足が生えて帽子を被っている黒い雪だるまになっている。劇中では「賢王の法冠」と併用して使用され、派生した咲希の意識の指示のもとで『ゲーム』の審判役を務める。

鏡（名称不明）
映した対象と同じ思考、意識を持つ分身を生み出す。
タナベさん / 蒼龍・イズラ (そうりゅう・イズラ)
2本の角を持った巨大な龍。普段は蛇のような姿をしている。人語も話せる。「東方の守護者」の異名を持つ。
伝われあの人に、私の想い♥ / アンボルサの霊木（アンボルサのれいぼく）
胸に抱きながら対象を思い浮かべて念じることで、遠く離れた相手でも意思疎通ができる。通信は、コレクションの使用者からしか発信できない。
ルーシー / 音華の琴 (おんかのこと)
音を飛ばして空気を破裂させるベース。音源に近いほど威力が高くなり、攻撃範囲も広まる。正確にはベースに張られている弦がコレクション。元々はお琴だったが神流キラの手で改造され、この名前をつけられる。
金閣銀閣が持っている瓢箪と同じヤツ
『西遊記』に出る紫金紅葫蘆（しきんべにひさご）そのもの。名前を呼び、対象が返事をすると吸い込む。完全に吸い込まれる前に使用者を倒せば、効果は止まる。
ミルツ・メールの懐中時計（ミルツ・メールのかいちゅうどけい）
使用者の意識・動きを高速化する。
夢幻枕（むげんまくら）
使用者が見ている夢を他人にも見せることができる。
ハンプティ・ダンプティ / 握り潰す卵 (クラッシュ・エッグ)
銀色の小さいタマゴの形をしたコレクション。タマゴを握りつぶすことで、潰したタマゴが復元するまでの間だけ不可視の壁を作れる。タマゴの扱いによって、壁の強度は変化する。
身も心もばっちり以心伝心♥ / ラティーの二重輪（ラティーのダブルリング）
2つの腕輪で一組のコレクション。2名の装着者が互いに入れ替わりたいと思った瞬間、服装も含んだ2人の身体を入れ替えることができる。
のぞき見眼帯 / クローツの魔眼（クローツのまがん）
眼帯の形をしたコレクション。装着することで、他者の視界から物事を見ることができる、つまり『相手の視界を盗む』アイテム。安全に使うには1度に1人の視界が限界。
七々々の剣（なななのつるぎ）
七々々が世界中を回っている間、愛用していた剣。彼女曰く、色々とカスタマイズしているらしい。
幽霊ハンド
ネックレスの先についた、人差し指くらいの大きさのミイラの片腕。首からかけないと効果が出ない。自分の意識したように見えない手を伸ばすことができるが、幾つか制限がある。生きている者にしか触れられない、対象はあくまで生物。そして触るだけしかできない。使い方次第で応用が効く。
悪魔と対決できる呪い本 / イゾルデの封印書（イゾルデのふういんしょ）
持ち主は特殊な力を行使するのではなく、アイテムがまき散らす絶望を回避しなければならない「厄災の七々々コレクション」と称される代物。悪魔バアルについて示した16万3426文字が記されており、本に触れると同時に悪魔が現れ封印書に記された文字が合わさった『刻印の呪い』を生み出され解き放たれる。この呪いが刻まれたものは、必ず1つ死を生み出す。呪いを本に戻すには、誰かが死ぬか、封印書のなかに作り出された「殺人が起きた後の未来の仮想世界」である『惨劇の未来』で呪いによって起るであろう事件の謎を解くしかない。『惨劇の未来』で解決できた場合、事件は起きず、刻印も消えるが、解決できなければ現実世界で事件が起きる。
10年前、ある宗教団体の書庫で極秘に管理されていたが、七々々によって持ち出された。また、七々々はバアル曰く「戦う資格」がなく、彼と勝負をしなかったらしい。

遺跡（いせき）
島の各地の建物に隠されているコレクションが置かれた部屋であり、内部にトラップや仕掛けがある。基本的に宝箱にある中身を獲得すれば仕掛けは全て止まるが、ただのガラクタであろうとも再び中身を入れれば仕掛けは作動し始める。仕掛けの中には命にかかわるものもあるほか、宝を獲得することが発動条件の仕掛けも存在する。

### 組織・団体
冒険部（ぼうけんぶ）
七重島第三高等部の部活。遺跡をクリアし、七々々コレクションを集めることを目的としている。部員の仲は悪くないのだが曲者ぞろいであり、大半の部員が「コレクションを集める」という方針に従いつつも自分の思惑を優先させて、隙さえあればほかの部員を陥れることも厭わない人物たちであり、かつそのことを全員が自覚している。にもかかわらず、遺跡の攻略など目的が一致した状況では息の合った連携を取ることも多く、部員たちは信頼と懐疑を両方抱いた奇妙な共闘関係を築いている。
GREAT7（グレートセブン）
島を創設した7人の天才集団の総称。七々々の死亡と参差の行方不明のためオリジナルのメンバーは実質5名であり、その大半が島の行く末に無関心。そのため、島の方針についてはほとんどリーダー格である一鶴に一任されている。また、世間に素性は秘匿しているが、各自が『GENERATION6』と呼ばれる自身の後継者を一名ずつ用意している。
怪盗団《祭》（かいとうだん《まつり》）
世界各地で暗躍する怪盗団。起源は江戸時代まで遡る。盗品を裏で売り、人助けに使う義賊。「常に新しいものを使う」という現頭目の意向で構成員はネット上のSNSで連絡を取り合っている。
スリー・スカル
七重島の裏を取り仕切るマフィアやヤクザに相当する組織。ツクヨミ街を拠点としている。リーダーはGREAT7の1人である参差だが、その事実を知る者はごく少数。多数のコレクションを所有している。
七々々コレクションコミュニティ
第七高等部を拠点としてコレクションを収集しているグループ。リーダーは仁志阿澄。入手したコレクションはグループの所有物としており、必要に応じてメンバーが持ち出す形式をとっている。また、グループとしては新参であるため、コレクションの収集だけでなく優秀な人材のスカウトも積極的に行っている。
レプラコーン
遺跡を作り続けている謎の組織。ネガカナと『契約』し、願いを叶えた一般人によって構成されており、契約した人間は普段はネガカナの存在を忘れているが、指令を受けた時のみそれらの記憶を思い出して、指令を忠実に実行する。そして役目を終えた人間は再びそれらに関する記憶を失う。契約者には「自分がレプラコーンであると他人に知られてはならない」という制約が課せられ、それが破られた場合、開催される『ゲーム』で優勝しなければ、契約が切られて叶えた願いが無かったことにされる。
多くのコレクション収集者からは七々々の意思を継承して活動していると推測されており、事実、組織の一員であるネガカナと七々々が水面下で接触するなど一定の繋がりがあるようだが、当の七々々本人はレプラコーンについてはほとんど知らないと公言している。
《ゲーム》
レプラコーンの構成員が第三者に正体を見抜かれた場合に開催されるイベント。正体が露見した構成員が主催者となり、大規模なゲームイベントを開催する。参加資格はコレクションの所有者のみであり、優勝者はレア級の七々々コレクションが入手できるが、主催者が優勝した場合は参加者のコレクションがすべて没収される。
その実態はレプラコーンの構成員が犯した契約違反を帳消しにするための救済措置であると同時に、レプラコーンがコレクションを回収するためのものである。ゲームに応じていくつかルールが定められているが、暗黙の了解としてルールで禁止されていない行動は違反ではないという理論があり、ルールを守るのではなくいかにルールを利用して勝ち残るかを競う傾向が強い。

## 評価
本作は、第13回エンターブレインえんため大賞小説部門大賞を受賞しており、同賞における8年ぶりの大賞となった。
選考委員の一人であるエンターブレイン取締役の森好正は総評の中でスケールの大きさを評価し、タイトルのつけ方もうまかったと述べている。
また、もう一人の選考委員であるファミ通文庫編集長の河西恵子は「随所に散りばめられた伏線と謎、二転三転するドラマが『先を読みたい！』と思わせてくれる。主人公の"家業"、学生島の創設秘話、"七々々コレクション"など様々な不思議ネタを個性的なキャラクターが盛り上げている。」と評している。
本作の担当編集者である衣笠辰実は、これらに加え、一種の叙述トリックを駆使した筋書きが選考委員らを驚かせたとまんたんウェブとのインタビューの中で振り返っている。

## 既刊一覧

### 小説

#### 本編
- 鳳乃一真（著）・赤りんご（イラスト、7巻まで）・のん（イラスト、8巻以降） 『龍ヶ嬢七々々の埋蔵金』 エンターブレイン→KADOKAWA〈ファミ通文庫〉、全12巻
  1. 2012年1月30日発売[10]、ISBN 978-4-04-727786-1
  2. 2012年3月30日発売[11]、ISBN 978-4-04-727925-4
  3. 2012年7月30日発売[12]、ISBN 978-4-04-728204-9
  4. 2012年11月30日発売[13]、ISBN 978-4-04-728512-5
  5. 2013年4月30日発売[14]、ISBN 978-4-04-728799-0
  6. 2013年12月26日発売[15]、ISBN 978-4-04-729210-9
  7. 2014年3月29日発売[16]、ISBN 978-4-04-729520-9
    - 「特装版」同日発売[17]、ISBN 978-4-04-729521-6

  8. 2014年12月26日発売[18]、ISBN 978-4-04-730116-0
  9. 2015年6月29日発売[19]、ISBN 978-4-04-730517-5
  10. 2015年10月30日発売[20]、ISBN 978-4-04-730764-3
  11. 2016年9月30日発売[21]、ISBN 978-4-04-734278-1
  12. 2016年12月28日発売[22]、ISBN 978-4-04-734388-7

#### スピンオフ
- 鳳乃一真（著）・赤りんご（イラスト） 『壱級天災の極めて不本意な名推理』 エンターブレイン→KADOKAWA〈ファミ通文庫〉、全2巻
  1. 2013年8月30日発売[23]、ISBN 978-4-04-729097-6
  2. 2015年4月30日発売[24]、ISBN 978-4-04-730382-9

### 漫画
龍ヶ嬢七々々の埋蔵金
原作：鳳乃一真、キャラクター原案：赤りんご、作画：タカイハルオ。週刊ファミ通で2012年1月19日発売号（2012年2月2日号）から同年2月2日発売号（同年2月16日号）短期集中連載。 単行本化はされていないが、BOOK☆WALKERの配信する電子書籍の原作1巻と2巻の購入特典になった。
龍ヶ嬢七々々の埋蔵金
原作：鳳乃一真、キャラクター原案：赤りんご、作画：奥田ひとし + 武田充司。週刊ファミ通で2012年7月26日発売号（2012年8月9日増刊号）から隔週で、ファミ通コミッククリアで2012年8月10日から2013年4月12日まで連載。
- 奥田ひとし + 武田充司 『龍ヶ嬢七々々の埋蔵金』 エンターブレイン〈ファミ通クリアコミックス〉、全2巻
  1. 2013年1月15日発売、ISBN 978-4-04-728629-0
  2. 2013年3月15日発売、ISBN 978-4-04-728630-6

龍ヶ嬢七々々の埋蔵金
原作：鳳乃一真、キャラクター原案：赤りんご、作画：赤瓦もどむ。花とゆめ 文系少女で2013年12月20日発売号（2014年2月1日号）から掲載後、花LaLa onlineに移籍し2015年7月10日まで連載。
- 赤瓦もどむ『龍ヶ嬢七々々の埋蔵金』 白泉社〈花とゆめコミックス〉、全2巻
  1. 2014年5月20日発売、ISBN 978-4-592-21751-0
  2. 2015年8月20日発売、ISBN 978-4-592-21752-7

龍ヶ嬢七々々の埋蔵金 The Animation
原作：鳳乃一真、キャラクター原案：赤りんご、作画：御影甲六。月刊コンプエースで2014年1月25日発売号（2014年3月号）から連載を開始し同年6月26日発売号（同年8月号）まで掲載したが休載が続くようになり、2015年7月に作画担当の体調不良による連載終了が発表された。
- 御影甲六 『龍ヶ嬢七々々の埋蔵金 The Animation』 KADOKAWA 角川書店〈カドカワコミックス・エース〉、2014年5月10日発売、ISBN 978-4-04-121102-1）

## プロモーションアニメ
第1巻発売に合わせて事前にA-1 Picturesによりプロモーションアニメが制作されており、主にYouTube内でエンターブレインの公開する「ebtvjp」チャンネルで無料で公開されたが（ちなみに声はついていない）現在削除されている。ただし通販サイトAmazonではアニメ化決定後もしばらく視聴できたが、こちらも現在は削除されている。

## テレビアニメ
2013年12月にテレビアニメ化が発表され、2014年4月から6月までフジテレビ系列『ノイタミナ』ほかにて放送された。
監督は『俺の彼女と幼なじみが修羅場すぎる』や『うさぎドロップ』の亀井幹太、シリーズ構成は『R.O.D』や『ガリレイドンナ』の倉田英之、キャラクターデザインは『ソードアート・オンライン』の川上哲也、音楽は『アイカツ!』や『〈物語〉シリーズ』の帆足圭吾、アニメーション制作はPVに引き続きA-1 Picturesがそれぞれ担当する。
ヒロインの七々々役に選ばれた田辺留依は演じるにあたり、重護たちと話すときの様子と、生前からの知人である肆季との様子を分けるよう意識したとファミ通とのインタビューの中で話している。また、主題歌を歌う私立恵比寿中学のメンバーである真山りかが第6話に登場する如月静香の役で声優デビューを果たした。
テレビアニメ化は2013年12月13日に発表され、それと同時に公式サイトや公式Twitterも開設された。
劇中で七々々たちがゲームをしている場面では、『ファンタシースターオンライン2』など実在のゲームの映像が使用されている。

### スタッフ
- 原作 - 鳳乃一真（ファミ通文庫刊）[5]
- キャラクター原案 - 赤りんご[5]
- 監督 - 亀井幹太[5]
- シリーズ構成 - 倉田英之[5]
- キャラクターデザイン - 川上哲也[5]
- プロップデザイン - 坂崎忠[5]
- 設定考証・七重島コンセプトデザイン - 小倉信也[5]
- 遺跡デザイン - 渡辺浩二[5]
- 色彩設計 - ホカリカナコ[5]
- 美術監督 - 山根左帆[5]
- 美術設定 - 金平和茂[5]
- CGI監督 - 雲藤隆太[5]
- 撮影監督 - 廣岡岳[5]
- 編集 - 坪根健太郎[5]
- 音響監督 - 明田川仁[5]
- 音楽 - 帆足圭吾[5]、MONACA[5]
- 音楽プロデューサー - 佐野弘明[5]、千葉悦子[5]
- チーフプロデューサー - 岩上敦宏[5]、山本幸治[5]
- プロデューサー - 柏田真一郎[5]、森彬俊[5]、正木大督[5]
- アニメーションプロデューサー - 五十嵐守[5]
- アニメーション制作 - A-1 Pictures[5]
- 制作 - 七重島総合警備保障（アニプレックス、フジテレビジョン、KADOKAWA、京楽産業ホールディングス、電通、ビッグローブ、ムービック）

### 主題歌
「バタフライエフェクト」
私立恵比寿中学によるオープニングテーマ。作詞・作曲・編曲はU-re:x。
「微かな密かな確かなミライ」
スフィアによるエンディングテーマ。作詞は古屋真、作曲は森谷康昭、編曲は黒須克彦。
なお、ノイタミナにてSME所属ではないアーティストが主題歌に起用された唯一の例である。

### 評価
アメリカのアニメ評価サイト「Anime Trending」が主催した「第1回 Anime Trending Awards」ではCOMEDY ANIME OF THE YEARで9位を獲得している。

### 各話リスト
| 話数   | サブタイトル                     | 脚本     | 絵コンテ          | 演出     | 作画監督                                             | 総作画監督 |
| ------ | -------------------------------- | -------- | ----------------- | -------- | ---------------------------------------------------- | ---------- |
| 第1話  | 勘当されて島流し                 | 菅原雪絵 | 亀井幹太          | 亀井幹太 | 山野雅明                                             | 川上哲也   |
| 第2話  | 七重島第三高等部・冒険部         | 木澤行人 | 宮浦栗生          | 猪狩崇   | 竹田欣弘、北村友幸                                   | 坂崎忠     |
| 第3話  | 地上1000mの《遺跡》              | 中本宗応 | 加瀬充子          | 河合滋樹 | 伊集院いづろ                                         | 川上哲也   |
| 第4話  | 夢とか野望とか否定とか憧れとか   | 中本宗応 | 福田道生          | 小坂春女 | 神本兼利、鈴木豪                                     | 坂崎忠     |
| 第5話  | ミッション・インポッシブル       | 菅原雪絵 | 葛谷直行          | 安藤貴史 | 小倉典子、平馬浩司                                   | 川上哲也   |
| 第6話  | いざ、温泉街へ                   | 菅原雪絵 | 下田正美          | 下田正美 | シノミン、伊集院いづろ 鈴木豪                        | 坂崎忠     |
| 第7話  | 悪党のお悩み相談                 | 菅原雪絵 | 大原実            | 柴田彰久 | 山野雅明                                             | 川上哲也   |
| 第8話  | 奇妙な来訪者                     | 亀井幹太 | 亀井幹太 福田道生 | 猪狩崇   | 小倉典子、北村友幸 平馬浩司                          | 坂崎忠     |
| 第9話  | 戦場緋夜と吉野咲希についての考察 | 木澤行人 | 福田道生          | 小坂春女 | 相馬満、青野厚司                                     | 川上哲也   |
| 第10話 | 対決                             | 木澤行人 | 渡辺了            | 岩月甚   | 伊集院いづろ、永野美春 平馬浩司、小野可奈子 小倉典子 | 坂崎忠     |
| 第11話 | 八真重護が決める覚悟             | 木澤行人 | 亀井幹太          | 亀井幹太 | 川上哲也、山野雅明                                   | 川上哲也   |

### 放送局
| 放送地域   | 放送局             | 放送期間                | 放送時間                     | 放送系列       | 備考           |
| ---------- | ------------------ | ----------------------- | ---------------------------- | -------------- | -------------- |
| 関東広域圏 | フジテレビ         | 2014年4月11日 - 6月20日 | 金曜 1:20 - 1:50（木曜深夜） | フジテレビ系列 | 製作委員会参加 |
| 岩手県     | 岩手めんこいテレビ | 2014年4月11日 - 6月20日 | 金曜 1:20 - 1:50（木曜深夜） | フジテレビ系列 | 同時ネット     |
| 山形県     | さくらんぼテレビ   | 2014年4月11日 - 6月20日 | 金曜 1:20 - 1:50（木曜深夜） | フジテレビ系列 | 同時ネット     |
| 愛媛県     | テレビ愛媛         | 2014年4月11日 - 6月20日 | 金曜 1:40 - 2:10（木曜深夜） | フジテレビ系列 |                |
| 静岡県     | テレビ静岡         | 2014年4月11日 - 6月20日 | 金曜 1:50 - 2:20（木曜深夜） | フジテレビ系列 |                |
| 秋田県     | 秋田テレビ         | 2014年4月11日 - 6月20日 | 金曜 2:00 - 2:30（木曜深夜） | フジテレビ系列 |                |
| 福島県     | 福島テレビ         | 2014年4月11日 - 6月20日 | 金曜 2:05 - 2:35（木曜深夜） | フジテレビ系列 |                |
| 新潟県     | 新潟総合テレビ     | 2014年4月11日 - 6月20日 | 金曜 2:10 - 2:40（木曜深夜） | フジテレビ系列 |                |
| 広島県     | テレビ新広島       | 2014年4月11日 - 6月20日 | 金曜 2:15 - 2:45（木曜深夜） | フジテレビ系列 |                |
| 熊本県     | テレビくまもと     | 2014年4月11日 - 6月20日 | 金曜 2:15 - 2:45（木曜深夜） | フジテレビ系列 |                |
| 近畿広域圏 | 関西テレビ         | 2014年4月11日 - 6月20日 | 金曜 2:28 - 2:58（木曜深夜） | フジテレビ系列 |                |
| 宮城県     | 仙台放送           | 2014年4月11日 - 6月20日 | 金曜 2:30 - 3:00（木曜深夜） | フジテレビ系列 |                |
| 福岡県     | テレビ西日本       | 2014年4月11日 - 6月20日 | 金曜 2:35 - 3:05（木曜深夜） | フジテレビ系列 |                |
| 中京広域圏 | 東海テレビ         | 2014年4月11日 - 6月20日 | 金曜 2:40 - 3:10（木曜深夜） | フジテレビ系列 |                |
| 鹿児島県   | 鹿児島テレビ       | 2014年4月11日 - 6月20日 | 金曜 2:40 - 3:10（木曜深夜） | フジテレビ系列 |                |
| 日本全域   | dアニメストア      | 2014年4月11日 - 6月20日 | 金曜 12:00 更新              | ネット配信     |                |
| 佐賀県     | サガテレビ         | 2014年4月12日 - 6月21日 | 土曜 1:20 - 1:50（金曜深夜） | フジテレビ系列 |                |

### BD / DVD
| 巻 | 発売日         | 収録話          | 規格品番      | 規格品番      | 規格品番   |
| 巻 | 発売日         | 収録話          | BD限定版      | DVD限定版     | DVD通常版  |
| -- | -------------- | --------------- | ------------- | ------------- | ---------- |
| 1  | 2014年6月25日  | 第1話           | ANZX-11771/72 | ANZB-11771/72 | ANSB-11771 |
| 2  | 2014年7月23日  | 第2話 - 第3話   | ANZX-11773/74 | ANZB-11773/74 | ANSB-11773 |
| 3  | 2014年8月27日  | 第4話 - 第5話   | ANZX-11775/76 | ANZB-11775/76 | ANSB-11775 |
| 4  | 2014年9月24日  | 第6話 - 第7話   | ANZX-11777/78 | ANZB-11777/78 | ANSB-11777 |
| 5  | 2014年10月22日 | 第8話 - 第9話   | ANZX-11779/80 | ANZB-11779/80 | ANSB-11779 |
| 6  | 2014年11月26日 | 第10話 - 第11話 | ANZX-11781/82 | ANZB-11781/82 | ANSB-11781 |

### 映像特典
『七々々日本昔ばなし』はBlu-ray&DVD各巻収録の映像特典SDキャラショートムービー。
| 話数   | サブタイトル   |
| ------ | -------------- |
| 第一話 | 浦島太郎       |
| 第二話 | 一休さん       |
| 第三話 | 金の斧と銀の斧 |
| 第四話 | 雪女           |
| 第五話 | 鶴の恩返し     |
| 第六話 | 桃太郎         |

### Webラジオ
『ラジオ七々々の部屋』のタイトルで2014年4月7日 から6月30日までHiBiKi Radio Stationにて配信された。毎週月曜更新。出演は田辺留依（龍ヶ嬢七々々 役）。

#### ゲスト
- 第1回 - 小野友樹（八真重護役）
- 第2回 - 阿澄佳奈（壱級天災役）
- 第3回 - 興津和幸（唯我一心役）
- 第4回 - 鈴木絵理（茨夕役）
- 第5回 - 早志勇紀（徒然影虎役）
- 第6回 - 内山夕実（真幌肆季役）
- 第7回 - 鳥海浩輔（椴松鷲役）
- 第8回 - 櫻井浩美（黒須参差役）
- 第9回 - 久野美咲（吉野咲希役）
- 第10回 - 細谷佳正（辻深鉄之進役）
- 第11回 - 伊藤かな恵（夢路百合香役）
- 第12回 - 杉田智和（戦場緋夜役）
- 第13回 - 鳳乃一真（原作者）

## ゲーム
パズルゲーム
『龍ヶ嬢七々々の埋蔵金パズル』というiOS端末用パズルゲームが株式会社カルチャーにより2014年4月11日より配信開始された。5色のペンダントをフリック操作で並び替えるというゲーム内容で、テレビアニメ各話の名シーンをカードにした「名シーンカード」や、龍ヶ嬢七々々役の田辺留依の連鎖に合わせた録りおろしボイスが収録されている。
謎解きゲーム
『ナゾメイトpresents 龍ヶ嬢七々々の埋蔵金 謎解きゲーム』といういわゆる体感型ゲームがナゾメイトにより2014年8月24日に開催されたイベント『龍ヶ嬢七々々の埋蔵金 -風雲！七々々城-』でまず行われ、同年8月29日〜9月30日までweb上でも行われた。参加費はかからず、暗号問題を解きクロスワードパズルを埋め解答を導きだすといった参加内容で、正解者には抽選で田辺留依プリントサイン入りの龍ヶ嬢七々々の埋蔵金の缶バッジが与えられた。
この他に、HEROZ（2014年7月30日まではNECビッグローブ）のスマートフォン向けアプリのカードコレクションゲーム『嫁コレ』に参加している。